# Grønlands Landsret

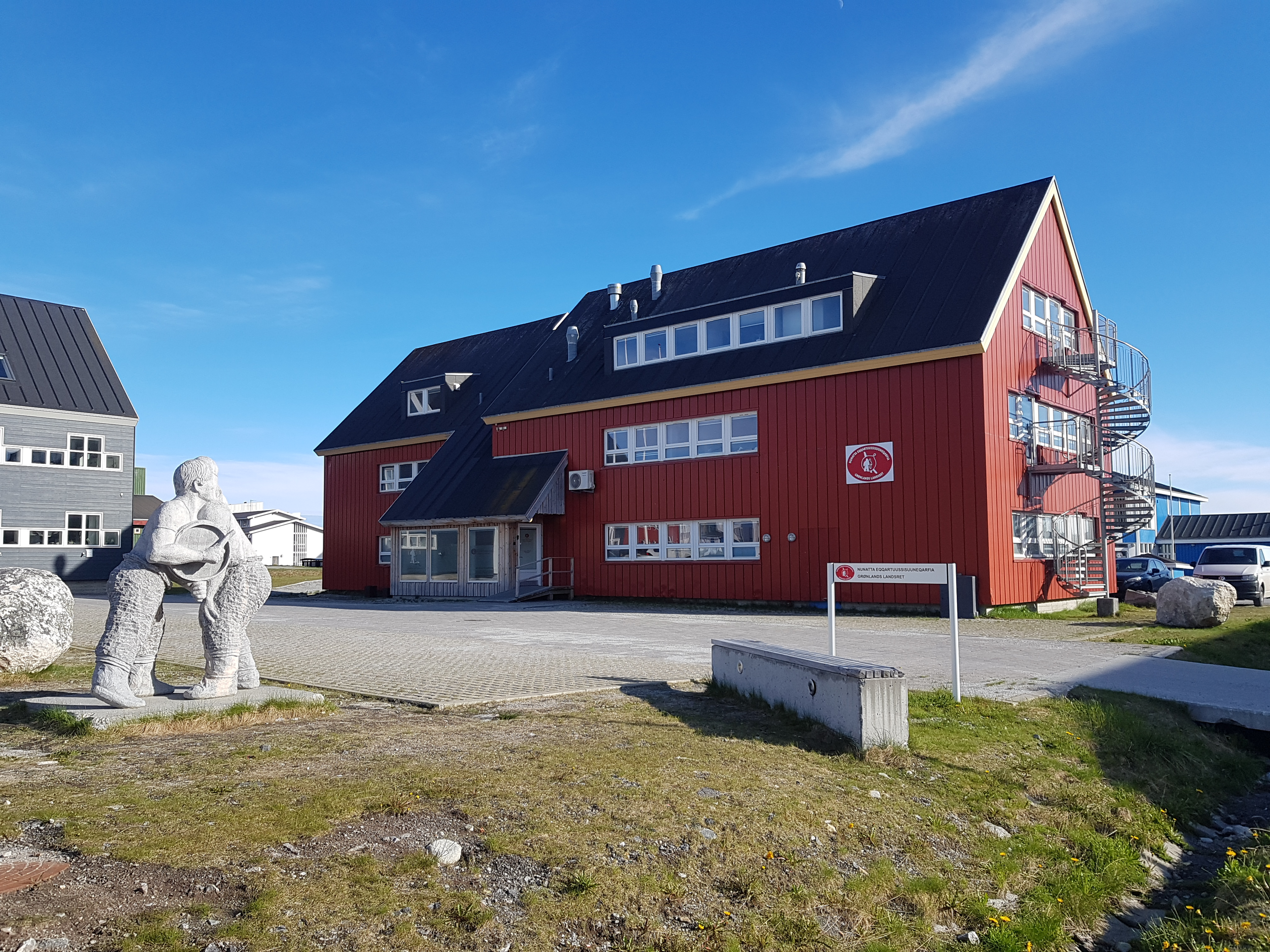

Grønlands Landsret är en domstol belägen i Nuuk, Grönlands huvudstad. Sedan den 1 januari 2010 är den enda funktionen överprövning för de 18 tingsrätterna och Retten i Grønland. Högsta domstolens beslut kommer med Procesbevillingsnævnets tillstånd att kunna lämnas till Højesteret.